# Туомо Турунен
Туомо Турунен (фін. Tuomo Turunen, нар. 30 серпня 1987, Куопіо) — фінський футболіст, що грав на позиції захисника.

## Клубна кар'єра
У дорослому футболі дебютував виступами за команду КТП, 26 червня 2003 року в грі проти «Гямеенлінни» (1:2) у Веккауслізі. У команді він провів 4 сезони, за цей час зіграв 38 матчів.
Своєю грою за цю команду привернув увагу представників тренерського штабу клубу «Гонка», до складу якого приєднався на початку 2007 року. Відіграв за команду з Еспоо наступні три сезони своєї ігрової кар'єри. 22 квітня 2007 року він провів там свою першу гру в Веккауслізі проти «МюПа» (2:1). У 2007 і 2008 роках він грав з командою у фіналі Кубка Фінляндії, але «Гонка» програла в обох випадках, спочатку «Тампере Юнайтед» (2007), а потім і ГІКу (2008). У 2008 році Турунен і команда також посіли друге місце у Фінляндії.
Влітку 2009 року уклав контракт зі шведським клубом «Гетеборг», у складі якого провів наступний рік своєї кар'єри гравця. Він вперше зіграв у Аллсвенскан 30 серпня 2009 року в грі проти «Ельфсборга» (4:0). Того ж року з командою став віце-чемпіоном Швеції.
З літа 2010 року два з половиною сезони захищав кольори іншого місцевого клубу «Треллеборг». Більшість часу, проведеного у складі «Треллеборга», був основним гравцем захисту команди.
У сезоні 2013 року виступав за «Інтер» (Турку), але основним гравцем не був, тому наступного року перейшов у КТП з другого дивізіону.
Згодом виступав у третьому дивізіоні за «Гонку», але згодом повернувся у КТП і захищав її кольори до припинення виступів на професійному рівні у 2017 році.

## Виступи за збірні
Турунен представляв юнацьку збірну Фінляндії (U-17) на домашньому юнацькому чемпіонаті світу 2003 року, де зіграв в одному матчі.
Згодом залучався до складу молодіжної збірної Фінляндії, з якою брав участь у молодіжному чемпіонаті Європи 2009 року у Швеції, де фіни фінішували без очок на останньому четвертому місці. Всього на молодіжному рівні зіграв у 12 офіційних матчах, забив 1 гол.
4 лютого 2009 року дебютував в офіційних іграх у складі національної збірної Фінляндії в товариському матчі проти Японії (1:5), вийшовши замість Юкка Райтали на 54-й хвилині. 29 травня наступного року зіграв свій другий і останній матч за збірну в товариській грі проти Польщі (0:0)

## Особисте життя
Старший брат Туомо, Теему Турунен також був футболістом, а їх батько, Ярі Турунен, фінський науковець, професор фізики.